# Sula-Zwergohreule
Die Sula-Zwergohreule (Otus sulaensis) ist eine Eulenart aus der Gattung der Zwergohreulen. Ihr Vorkommen ist auf die indonesischen Sula-Inseln beschränkt.

## Beschreibung
Die sehr kleine Eule wird etwa zwanzig Zentimeter lang. Der Scheitel ist stark schwarzbraun gestrichelt und gefleckt. Die dunkelbraune Oberseite ist mit dunklen Strichen, weißlichen Querbinden und hell rötlich braunen Flecken gezeichnet. Die Schulterfedern zeigen weiße Flecken und eine unregelmäßige dunkle Zeichnung. Die Unterseite ist ziemlich hell mit schwarzweißer Bänderung und dunklen Schaftstrichen. Die Augen sind gelborange und von weißlichen Augenbrauen betont. Der Schnabel ist schwärzlich hornfarben, die Federohren sind klein und rundlich. An den schmutzig gelblichen Füßen ist nur die obere Hälfte der Vorderseite befiedert, die Krallen sind dunkel hornfarben.
Sie galt früher als Unterart der größeren Manado-Zwergohreule, die ebenso wie die ähnliche Molukken-Zwergohreule längere Federohren hat. Der Artstatus ist nicht durch molekularbiologische oder bioakustische Untersuchungen bestätigt.

## Lebensweise
Sie bevorzugt Tieflandwälder sowie Sekundärbewuchs, auch in sumpfigen Gegenden. Als Nahrung dienen vor allem Insekten und andere Wirbellose. Ihre Stimme äußert sich in einer schnellen Serie klangvoller Laute in mittlerer Tonhöhe von etwas mehr als einer Sekunde Dauer. Diese Rufserien können mehr als zwei Minuten anhalten.

## Verbreitung
Die Sula-Zwergohreule lebt endemisch auf den Inseln Taliabu und Mangole. 